# Revista Colombiana de Entomología
Revista Colombiana de Entomología (skrót: Rev. Colomb. Entomol.) – kolumbijskie, recenzowane czasopismo naukowe otwartego dostępu publikujące w dziedzinie entomologii.
Czasopismo to wydawane jest przez Sociedad Colombiana de Entomología i Universidad del Valle. Ukazuje się od 1975 roku, dwa razy rocznie. Publikuje oryginalne prace badawcze, prace przeglądowe i taksonomiczne, opinie, krótkie doniesienia, recenzje książek i wspomnienia pośmiertne. Artykuły mogą być pisane w języku angielskim lub hiszpańskim.
W 2017 roku jego wskaźnik cytowań według Scimago Journal & Country Rank wyniósł 0,184 co dawało mu 121. miejsce wśród czasopism poświęconych naukom o owadach.